# Kanton Tourteron
Tourteron  is een voormalig kanton van het Franse departement Ardennes. Het kanton maakte deel uit van het arrondissement Vouziers tot het op 1 januari 2015 werd opgeheven en de gemeenten werden toegevoegd aan het aangrenzende kanton Attigny.

## Gemeenten
Het kanton Tourteron omvatte de volgende gemeenten:
- Écordal
- Guincourt
- Jonval
- Lametz
- Marquigny
- Neuville-Day
- La Sabotterie
- Saint-Loup-Terrier
- Suzanne
- Tourteron (hoofdplaats)